# Хиден Медоус (Калифорнија)
Хиден Медоус (енгл. Hidden Meadows) насељено је место без административног статуса у америчкој савезној држави Калифорнија.

## Демографија
По попису из 2010. године број становника је 3.485, што је 22 (0,6%) становника више него 2000. године.
| Група             | 2000.         | 2010.         |
| Белци             | 3.098 (89,5%) | 2.668 (76,6%) |
| Афроамериканци    | 31 (0,9%)     | 66 (1,9%)     |
| Азијати           | 59 (1,7%)     | 318 (9,1%)    |
| Хиспаноамериканци | 203 (5,9%)    | 329 (9,4%)    |
| Укупно            | 3.463         | 3.485         |